# Гомбио (Бреша)
Гомбио је насеље у Италији у округу Бреша, региону Ломбардија.
Према процени из 2011. у насељу је живело 424 становника. Насеље се налази на надморској висини од 402 м.